# Bataille de Junín
Ne doit pas être confondu avec Bataille de Jénine.
Guerre d'indépendance du Pérou
Batailles
m
Premiers soulèvements autonomes
- Insurrection de Tacna (1811)
- Rébellion de Huánuco (1812)
- Insurrection de Tacna (1813)
- Rébellion de Cuzco (1814)
- Bataille de la Apacheta (es)
- Bataille de Umachiri (es)

Campagne Libératrice du Sud (1820-1823)
- Débarquement de Paracas (es)
- Première campagne d'Arenales
- Bataille de Pasco (es)
- Capture de l’Esmeralda
- Discours d'Aznapuquio (es)
- Seconde campagne d'Arenales
- Combat de Quiapata (es)
- Campagne d'Intermedios de Miller
- Combat de Mirave (es)
- Premier siège de Callao
- Expédition auxiliaire de Santa Cruz à Quito
- Bataille d'Ica
- Combat de Paras (es)
- Campagne d'Intermedios d'Alvarado (es)
- Bataille de Torata (es)
- Bataille de Moquegua (es)
- Combat de Mito (es)

Campagne Libératrice du Nord (1823-1826)
- Motín de Balconcillo (es)
- Campagne d'Intermedios de Santa Cruz
- Bataille de Zepita (es)
- Combat d'Arequipa (es)
- Combat d'Alzuri (es)
- Soulèvement de Callao (es)
- Rébellion d'Olañeta (es)
- Bataille de Junín
- Combat de Bellavista (es)
- Bataille de Corpahuaico (es)
- Bataille d'Ayacucho
- Campagne de Sucre dans le Haut-Pérou
- Combat de Tumusla
- Second siège de Callao (es)

La bataille de Junín s'est déroulée le 6 août 1824 dans les hautes terres de la région de Junín dans le cadre de la guerre d'indépendance du Pérou. Elle fait suite à la reprise de Lima par les royalistes en février 1824. Ces derniers s'étant regroupés à Trujillo, Simón Bolívar, commandant des forces indépendantistes, décide en juin de diriger celles-ci au sud afin d'affronter les forces espagnoles dirigées par le maréchal de camp José de Canterac. Les deux armées se rencontrent ainsi dans les plaines du Junín, au nord-ouest de la vallée de Jauja. 

## Déroulement
À la tête d'une force de 8 000 soldats, Bolívar envoie sa cavalerie (1 000 hommes) afin de ralentir la sortie des plaines de Junín des forces royalistes (8 000 hommes), qui tentent de se replier vers Cuzco. Les forces espagnoles envoient également leur cavalerie (1 300 hommes) pour contrer la cavalerie adverse et donner le temps à Canterac de retirer ses troupes de la plaine. 
La plaine est une zone marécageuse située près du lac Junín. Les troupes indépendantistes subissent la charge de la cavalerie espagnole alors qu'elles tentent de se mettre en position. Elles battent en retraite, mais un escadron de grenadiers colombiens a été épargné par la charge espagnole. Menés par Felipe Braun, ils se regroupent et attaquent la cavalerie royaliste par l'arrière. Prise par surprise, la cavalerie espagnole est mise en déroute après un combat acharné à l'arme blanche (sabres et lances) et tourne bride pour chercher refuge auprès l'infanterie, qui a déjà quitté la plaine. La bataille dure quarante-cinq minutes. Environ 250 royalistes et 150 indépendantistes sont tués.
Militairement, la bataille de Junín n'est guère plus qu'une grosse escarmouche mais elle renforce le moral des troupes indépendantistes qui remportent leur première victoire au Pérou. Quant aux troupes vaincues de Canterac, elles sont contraintes à une retraite désastreuse, aggravée par les nombreuses défections de soldats péruviens qui quittent les rangs royalistes pour rejoindre les forces indépendantistes. Le vice-roi du Pérou José de la Serna doit alors prendre lui-même le commandement de l'armée pour tenter de restaurer le moral des troupes. Felipe Braun est proclamé le « héros de Junín ».

### Articles connexes

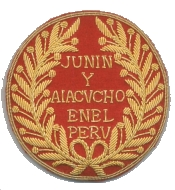
Récompense accordée aux officiers ayant pris part à la campagne péruvienne de 1823-1824.